# Cattedrale della Trasfigurazione del Signore (Salvador)
La cattedrale della Trasfigurazione del Signore (in portoghese: Catedral Basílica Primacial do Transfiguração do Senhor) è la cattedrale di Salvador, in Brasile, ed è sede dell'arcidiocesi di San Salvador di Bahia.

## Storia
La chiesa attuale, in stile barocco, è la quarta a sorgere nello stesso sito. La paternità del progetto è incerta. La prima pietra fu posta nel 1657 e la chiesa fu inaugurata e consacrata nel 1672, pur non essendo ancora ultimata. Il frontespizio è stato completato intorno al 1679, le campane furono portate dal Portogallo solo nel 1681, le torri sono state aggiunte nel 1694 e la decorazione degli interni è stato realizzata nel corso di più anni. Nel 1746 sono state installate le statue esterne sulla facciata.
La chiesa è detta "primaziale" in quanto è la cattedrale della prima diocesi del Brasile, il cui arcivescovo è primate del Brasile.